# Kerry Sherman
Kerry Sherman (1953) is een voormalig Amerikaans actrice, die van 1984 tot 1987 de rol van Amy Perkins Wallace in de soapserie Santa Barbara speelde.
Kerry O'Rene MacDonald werd geboren als dochter van danser Ray MacDonald en actrice Peggy Ryan. Na de scheiding van haar ouders nam Kerry de achternaam van haar stiefvader Eddie Sherman aan.
Sherman bracht een deel van haar jeugd door in Honolulu en speelde gastrollen in televisieseries als The Six Million Dollar Man, Wonder Woman en Hawaii Five-O. Na haar rol in Santa Barbara is Sherman niet meer actief geweest als actrice.
Sherman woont met haar man Jack English en hun twee kinderen in Californië.